# Delegado Humberto Teófilo
Humberto Teófilo de Menezes Neto  (Goiânia, 31 de agosto de 1984) é deputado estadual em Goiás, delegado da Polícia Civil de Goiás, Professor de direito, Palestrante, Especializado em Direito Penal, Direito Processo Penal e em Segurança Pública.[carece de fontes?]

## Biografia
Nas eleições de 2018, foi eleito deputado estadual por Goiás, o mais votado do (PSL), com 26.252 votos ao lado do Presidente Jair Bolsonaro.